# Lautaro Vargas
Lautaro Valentín Vargas (Rosario, 1º febbraio 2005) è un calciatore argentino, difensore dell'Unión (SF).

## Caratteristiche tecniche
Gioca come terzino destro.

## Carriera
Vargas è cresciuto nel settore giovanile del Defensa y Justicia, con cui ha debuttato il 28 luglio 2023 nell'incontro di Primera División perso 2-0 contro l'Unión (SF). Nel 2024 è stato ceduto all'Unión (SF).

## Statistiche

### Presenze e reti nei club
Statistiche aggiornate al 15 giugno 2024.
| Stagione        | Squadra            | Campionato      | Campionato | Campionato | Coppe nazionali | Coppe nazionali | Coppe nazionali | Coppe continentali | Coppe continentali | Coppe continentali | Altre coppe | Altre coppe | Altre coppe | Totale | Totale | Totale |
| Stagione        | Squadra            | Comp            | Pres       | Reti       | Comp            | Pres            | Reti            | Comp               | Pres               | Reti               | Comp        | Pres        | Reti        | Pres   | Reti   |        |
| --------------- | ------------------ | --------------- | ---------- | ---------- | --------------- | --------------- | --------------- | ------------------ | ------------------ | ------------------ | ----------- | ----------- | ----------- | ------ | ------ | ------ |
| 2023            | Defensa y Justicia | PD              | 1          | 0          | CA+CdL          | 0               | 0               | CS                 | 0                  | 0                  |             | -           | -           | 1      | 0      |        |
| 2024            | Unión (SF)         | PD              | 4          | 0          | CA+CdL          | 0               | 0               |                    | -                  | -                  |             | -           | -           | 4      | 0      |        |
| Totale carriera | Totale carriera    | Totale carriera | 5          | 0          |                 | 0               | 0               |                    | 0                  | 0                  |             | -           | -           | 5      | 0      |        |